# IC 135
IC 135 је дио галаксије (напримјер сјајан HII регион) у сазвјежђу Троугао која се налази на листи објеката дубоког неба у Индекс каталогу.
Деклинација објекта је + 30° 37' 10" а ректасцензија 1h 34m 15,5s. Привидна величина (магнитуда) објекта IC 135 износи 14,0. IC 135 је још познат и под ознакама BCL 88, HII in M 33.